# Nicholas Sparks
Nicholas Charles Sparks (Omaha, 31 dicembre 1965) è uno scrittore statunitense.
I suoi romanzi sono spesso ambientati in Carolina del Nord e hanno come principali argomenti l'amore eterno, il destino e la religione. Tra i suoi maggiori successi si ricordano Le pagine della nostra vita (The Notebook), Le parole che non ti ho detto (Message in a Bottle), I passi dell'amore (A Walk to Remember), Come un uragano (Nights in Rodanthe) e L'ultima canzone (The Last Song).
Molti dei suoi libri hanno avuto un adattamento cinematografico, con coppie di protagonisti come Kevin Costner e Robin Wright (Le parole che non ti ho detto), Shane West e Mandy Moore (I passi dell'amore), Ryan Gosling e Rachel McAdams (Le pagine della nostra vita), Richard Gere e Diane Lane (Come un uragano), Channing Tatum e Amanda Seyfried (Dear John), Miley Cyrus e Liam Hemsworth (The Last Song), Zac Efron e Taylor Schilling (Ho cercato il tuo nome).

## Biografia
Nato ad Omaha, in Nebraska, il 31 dicembre 1965, da Patrick Michael Sparks, professore, e da Jill Emma Marie Thoene, casalinga, ha due fratelli: Michael Earl "Micah" Sparks e Danielle "Dana" Sparks (deceduta nel 2000, all'età di soli 33 anni, in seguito ad un tumore al cervello). Lo scrittore ha affermato che Dana è stata la sua principale fonte di ispirazione per il personaggio di Jamie Sullivan, protagonista femminile de I passi dell'amore (A Walk to Remember).
Ha avuto un'educazione cattolica, fede che condivide con la moglie Cathy e che ha trasmesso ai suoi cinque figli. Tra i temi portanti dei romanzi di Sparks vi sono infatti la spiritualità, la fede e il destino. Dopo aver studiato al Bella Vista High School, per meriti sportivi ha ottenuto una borsa di studio alla University of Notre Dame, dove detiene ancora oggi il record della staffetta 4 x 800. Laureatosi con lode nel 1988 e sposatosi con Cathy Cote nel 1989, si è trasferito a New Bern, in Carolina del Nord, dove ha iniziato a scrivere i suoi romanzi. Ha cinque figli: Miles, Ryan, Landon e le gemelle Lexie e Savannah. Il 6 febbraio 2015 Sparks annuncia che lui e la moglie Cathy si sono separati.

## Carriera
Sparks ha scritto il suo primo romanzo, dal titolo The Passing (mai pubblicato), nel 1985, quando era ancora uno studente. Nel 1990 ha pubblicato il suo primo libro, intitolato Il bambino che imparò a colorare il buio (Wokini: A Lakota Journey to Happiness and Self-Understanding), scritto a quattro mani con Billy Mills.
Nel 1992 si è trasferito per un periodo a Washington, ed è lì che ha iniziato a scrivere Le pagine della nostra vita (The Notebook), che è stato pubblicato nel 1996 e ha ottenuto ben presto un notevole successo, raggiungendo la prima posizione del New York Times best seller list. Raggiunta la notorietà, Sparks ha fatto ritorno a New Bern, in Carolina del Nord. Da allora ha scritto numerosi altri best seller, molti dei quali sono diventati dei film di successo come Le parole che non ti ho detto - con protagonisti Kevin Costner e Robin Wright Penn - (1999, incasso di 118.880.016 dollari), I passi dell'amore - con Shane West e Mandy Moore - (2002, incasso di 47.494.916 dollari), Le pagine della nostra vita - con Ryan Gosling e Rachel McAdams - (2004, incasso di 115.603.229 dollari).
Nel 2008 è uscito il film Come un uragano, interpretato da Richard Gere e Diane Lane, mentre nel 2010 sono state prodotte altre due pellicole tratte dai libri di Sparks: Dear John (da Ricordati di guardare la luna), con Channing Tatum e Amanda Seyfried, e The Last Song (da L'ultima canzone), con Miley Cyrus e Liam Hemsworth. Nel 2012 è stata la volta del film Ho cercato il tuo nome, con protagonisti Zac Efron e Taylor Schilling, e nel 2013 di Vicino a te non ho paura, con Julianne Hough e Josh Duhamel.
I suoi ultimi romanzi sono Il meglio di me (The Best of Me), pubblicato nel 2012, e La risposta è nelle stelle (The Longest Ride), pubblicato nel 2013. I loro rispettivi adattamenti cinematografici sono già diventati film di successo.. Nel 2016 esce il film "La scelta" tratto dall'omonimo romanzo.

## Libri
- 1996 - Le pagine della nostra vita (The Notebook)
- 1998 - Le parole che non ti ho detto (Message in a Bottle)
- 1999 - I passi dell'amore (A Walk to Remember)
- 2000 - Un cuore in silenzio (The Rescue)
- 2001 - Un segreto nel cuore (A Bend in the Road)
- 2002 - Come un uragano (Nights in Rodanthe)
- 2003 - Quando ho aperto gli occhi (The Guardian)
- 2003 - Come la prima volta (The Wedding)
- 2005 - Il posto che cercavo (True Believer)
- 2005 - Ogni giorno della mia vita (At First Sight)
- 2006 - Ricordati di guardare la luna (Dear John)
- 2007 - La scelta (The Choice)
- 2009 - Ho cercato il tuo nome (The Lucky One)
- 2009 - L'ultima canzone (The Last Song)
- 2011 - Vicino a te non ho paura (Safe Haven)
- 2012 - Il meglio di me (The Best of Me)
- 2013 - La risposta è nelle stelle (The Longest Ride)
- 2015 - Nei tuoi occhi (See me)
- 2016 - La vita in due (Two by Two)
- 2017 - Ogni respiro (Every Breath)
- 2020 - La magia del ritorno (The Return)
- 2021 - Quando si avvera un desiderio (The wish)
- 2022 - Noi due come in un sogno (Dreamland)
- 2024 - Quanti miracoli (Counting Miracles)

### Non-fiction
- 1990 - Il bambino che imparò a colorare il buio (Wokini: A Lakota Journey to Happiness and Self-Understanding) - con Billy Mills
- 2004 - Tre settimane, un mondo (Three Weeks with my Brother) - con Micah Sparks
- 2014 - Le parole dell'amore (The words of love) raccolta delle frasi più belle tratte da tutti i libri dell'autore.

## Adattamenti cinematografici
- 1999 - Le parole che non ti ho detto (Message in a Bottle), regia di Luis Mandoki
- 2002 - I passi dell'amore - A Walk to Remember (A Walk to Remember), regia di Adam Shankman
- 2005 - Le pagine della nostra vita (The Notebook), regia di Nick Cassavetes
- 2008 - Come un uragano (Nights in Rodanthe), regia di George C. Wolfe
- 2010 - Dear John (tratto da Ricordati di guardare la luna), regia di Lasse Hallström
- 2010 - The Last Song (tratto da L'ultima canzone), regia di Julia Anne Robinson
- 2012 - Ho cercato il tuo nome (The Lucky One), regia di Scott Hicks
- 2013 - Vicino a te non ho paura (Safe Haven), regia di Lasse Hallström
- 2014 - The Best of Me - Il meglio di me (tratto da Il meglio di me) regia di Michael Hoffman
- 2015 - La risposta è nelle stelle (The Longest Ride) regia di George Tillman Jr.
- 2016 - La scelta - The Choice (The Choice) (tratto da La scelta) regia di Ross Katz